# كلوز، كلوزد، كلوجر (فيلم)
كلوز، كلوزد، كلوجر هو فيلم وثائقي فلسطيني إسرائيلي للمخرج رام لويفي، تم عرضه على القناة الإسرائيلية الثامنة في 5 أغسطس 2002. يصف الفيلم الحياة في قطاع غزة المحتل قبل ثلاث سنوات من انسحاب إسرائيل منه عام 2005، ويستخدم طاقمي تصوير إسرائيلي وفلسطيني لرواية القصة وراء الإحباطات الشديدة التي شعر بها السكان المحليون، والتي أدت إلى اندلاع الانتفاضة الثانية والحرب على غزة (2008-2009). وفي الوقت نفسه، يعرض الفيلم أيضًا مواقف مجموعتين متعارضتين في إسرائيل: المستوطنون اليمينيون، الذين يعبرون عن ازدرائهم للسكان المحليين، ومعسكر السلام اليساري الذي طالب بانسحاب إسرائيلي. يشتق العنوان من عمليات الإغلاق المتكررة على قطاع غزة من قبل الحكومة الإسرائيلية، فتم إغلاق الحدود خلال التصوير، ثم فتحها، ثم إغلاقها مرة أخرى.

## القصة والشخصيات
لا يخفي المخرج الأجندة السياسية التي يقوم عليها فيلمه، فهو يصف غزة بأنها "سجن يضم مليون سجين" وأنها "تعتمد على علاقاتها بإسرائيل، عدوها". ولتحقيق هذه الغاية، يروي الفيلم الجانب الفلسطيني من خلال سلسلة من المقابلات مع عائلة فضل ونجوى سلطان من بيت لاهيا، اللذين فقد ابنهما محمد ساقيه لأن الجنود منعوهم من نقله إلى مستشفى في القدس الشرقية في الوقت المحدد عند معبر الحدود.
تتسم العائلة بالفصاحة، فقد رفضت الأم التحدث مع المخرج في آخر مقابلة مقررة بينهما، واشتكت من أن اليسار الإسرائيلي تخلى عن أهل غزة، وقالت: "لقد أصبحتم جميعاً متعصبين، لذا لم نعد نؤمن بالسلام". ورغم علمها أن المخرج يعارض الاحتلال، إلا أنها لم تستطع أن تتجاهل ارتباطه بالمحتلين، فتقول: "لست متأكدة من أنه ينبغي لك أن تكون في منزلنا الآن. لا أعلم إن كان بوسعي أن أتحدث إليك بعد الآن". ومع ذلك، فإنها تتصالح معه في نهاية الفيلم وتعتذر له، فقد أصبحت تتجاهل هويته كإسرائيلي ومحتل، وتنظر إليه كإنسان.
ويتناقض هذا الموقف بشكل حاد مع موقف المستوطن الإسرائيلي جدعون باشان، الذي يقول للمخرج: "الديك، حتى لو تسلق أعلى السياج وصاح أنا إنسان!، فإنه يظل ديكًا". ومع ذلك، وكما يشير أحد النقاد: "يشترك المستوطنون والفلسطينيون في بعض القواسم المشتركة: كل منهم يصور الآخر على أنه شيطان. ويرى الجميع أنفسهم كضحايا فريدين. وبالطبع، فإن الجميع لديهم إيمان راسخ بالتدخل الإلهي".

## الأسلوب
إن فكرة النظر إلى ما هو أبعد من الرمزية المسيّسة للصورة من أجل التقاط جوهرها تشكل جزءاً لا يتجزأ من هذا الفيلم. ويتساءل المخرج نفسه في دوره كراوٍ: "في هذا الصراع الذي لا ينتهي، حيث يجعل الدم المراق من كل حجر رمزاً، حيث تكون كل صورة مليئة بالمعنى، هل من الممكن أن نرى ونسمع الأشياء كما هي؟". في مقال لاحق، شرح هذا الأمر، مدعياً أنه بمجرد ظهور أي شيء على الشاشة فإنه يفقد وجوده المادي، ويمحو طبقات الدم والعداوة التي تغلفه في العالم الحقيقي، ويسمح للمشاهد برؤية الأشياء كما هي: سيارة الجيب هي سيارة جيب؛ والشجرة هي شجرة؛ والرجل هو إنسان.
ويدرك المخرج أن المشاهد التي رسمها تتدهور أحيانًا إلى تصوير مبتذل لنزاع شائك، لكنه يدافع عن هذا بحجة أن "الكليشيهات غالبًا ما تصبح حقيقة في أوقات الصراع".
وبمعنى أوسع بكثير، يقول المخرج إن للفيلم الوثائقي تأثير تطهيري يتمثل في تطهير الأشياء من تفسيراتها الحزبية للوصول إلى لب الموضوع، مما يوازي تفسير بيل نيكولز للواقعية الوثائقية باعتبارها "تضم التمثيل الموضوعي للعالم التاريخي والوضوح الخطابي لنقل الحجة حول العالم". ومن ناحية أخرى، يبدو المخرج رافضاً لهذا الاستنتاج حيث يقول أن الواقعية الوثائقية ينبغي أن تعبر عن "وجهة نظر شخصية حول العالم التاريخي".

## العرض
بالإضافة إلى عدة عروض في إسرائيل، تم عرض الفيلم أيضًا على شاشات التلفزيون في معظم البلدان الناطقة بالفرنسية، بما في ذلك فرنسا، وبلجيكا، وسويسرا، وكندا. وعلى عكس معظم الإنتاجات الإسرائيلية، حظي الفيلم أيضًا باهتمام في العالم العربي، حيث تم عرضه في المغرب وفي الإمارات العربية المتحدة في ثلاث مناسبات منفصلة على قناة العربية.